# Sumberjo (Sanankulon)
Sumberjo is een bestuurslaag in het regentschap Blitar van de provincie Oost-Java, Indonesië. Sumberjo telt 6399 inwoners (volkstelling 2010).